# 侯賽因·阿拉
侯賽因·阿拉（波斯語：حسین علاء；1882年12月13日—1964年7月13日）是1951年及1955年至1957年間的伊朗總理。1882年出生的阿拉在早年居住在倫敦，在威斯敏斯特中學接受教育，並在倫敦大學修讀法律，其後加入內殿法學會，成為出庭律師。阿拉後來到伊朗外交部工作，開始涉足政治。
阿拉在1905至1916年間出任伊朗外交部內閣首長。他是1919年巴黎和會伊朗代表團的成員之一，雖然馬蘇德·安薩里領導的代表團在阿拉的協助下據理力爭，英國還是斷絕了伊朗參與正式外交場合的希望。除此之外，當時德黑蘭政府正就英波協定進行磋商，為了防止安薩里和阿拉會提出反對，於是將兩人編進代表團。1920年，阿拉獲任命為西班牙的伊朗大使。不久後，他又被任命為駐華盛頓的外交官，他在華盛頓積極游說美國的石油企業在伊朗投資，以打破英伊石油公司的壟斷局面。
阿拉在禮薩汗變革時期成為了國會議員，反對推翻卡扎爾王朝。
阿拉在1934年至1936年及1946年至1950年分別出任駐英國大使及駐美國大使。
阿拉兩度出任總理也只是維持了一段短時間。在他在任期間，國會議員的任期由兩年延長至四年。他在後來出任法院部部長直至1964年逝世，享年82歲。

## 註腳
1. ↑  Europa Publications Limited 1963，第485頁
2. ↑  Katouzian 2006，第128頁
3. ↑  Harbutt 1988，第142頁
4. ↑  Baktiari 1996，第26頁
5. ↑  Paxton 1958，第1133頁